# Euproctis suspensa
Euproctis suspensa är en fjärilsart som beskrevs av Erich Martin Hering 1926. Euproctis suspensa ingår i släktet Euproctis och familjen tofsspinnare. Inga underarter finns listade i Catalogue of Life.